# Travis Trice
Travis Trice Jr. (Springfield, 22 gennaio 1993) è un cestista statunitense.

## Palmarès

### Club
- Campionato polacco: 1

Śląsk Breslavia: 2021-22

### Individuali
- Polska Liga Koszykówki MVP: 1

Zielona Góra: 2021-2022
- MVP finali campionato polacco: 1

2021-2022